# Storojove (Crimea)
|  | Per a altres significats, vegeu «Storojevoie». |

Storojove (en (ucraïnès): Сторожове, en rus: Сторожевое) és un poble de la República Autònoma de Crimea, a Ucraïna, que el 2014 tenia 202 habitants. Pertany al districte de Simferòpol.